# Крыжановка (Алтайский край)
Крыжановка — упразднённое село в Славгородском районе Алтайского края. Точная дата упразднения не установлена.

## География
Располагалось у восточной окраины села Павловка.

## История
Основано в 1910 г. В 1928 г. посёлок Крыжановский состоял из 94 хозяйств, в составе Покровского сельсовета Славгородского района Славгородского округа Сибирского края.

## Население
В 1928 году в посёлке проживало 547 человек (287 мужчин и 260 женщин), основное население — украинцы.